# Liste d'élections en 1802
Chronologie des élections
- 1798
- 1799
- 1800
- 1801
- 1802
- 1803
- 1804
- 1805
- 1806

Cet article recense les élections organisées durant l'année 1802.

À l'aube du XIXe siècle, seuls deux pays organisent des élections nationales : le Royaume-Uni et les États-Unis. La France, l'une des premières démocraties de l'époque contemporaine, est à cette date sous le régime du Consulat ; son gouvernement n'est pas élu.

## Élections nationales en 1802
| Date                             | État        | Élection ou référendum                    | Contexte | Résultat |
| -------------------------------- | ----------- | ----------------------------------------- | --- | --- |
| 10 mai                           | France      | Plébiscite constitutionnel                | Les citoyens sont invités à approuver une nouvelle Constitution, faisant de Napoléon Bonaparte le Premier consul à vie.                  | La proposition est approuvée, officiellement par 99,8 % des votants.                                                                   |
| 25 mai                           | Suisse      | Référendum constitutionnel (en)           | | Cette section est vide, insuffisamment détaillée ou incomplète. Votre aide est la bienvenue ! Comment faire ?                          |
| 5 juillet - 28 août              | Royaume-Uni | Générales                                 | Ces élections font suite à l'Acte d'Union, qui fonde le Royaume-Uni par la fusion du Royaume de Grande-Bretagne et du Royaume d'Irlande. | Le Parti tory (conservateur) remporte une majorité absolue des sièges, devant le Parti whig. Henry Addington demeure premier ministre. |
| 26 avril 1802 - 14 décembre 1803 | États-Unis  | Législatives (chambre (en) et sénat (en)) | | Voir l'article Liste d'élections en 1803                                                                                               |